# Richard Becker (Physiker)
Richard Becker (* 3. Dezember 1887 in Hamburg; † 16. März 1955 in Bad Schwalbach) war ein deutscher Physiker.

## Leben
Richard Becker wuchs in Hamburg als Sohn des Kaufmanns Conrad Becker und dessen Ehefrau Agnes, geb. Birch, auf. Nach dem Abitur 1906 studierte er zunächst Zoologie und promovierte 1910 in Freiburg im Breisgau (Doktorarbeit zu Dipteren-Larven bei August Weismann). Danach begeisterten ihn insbesondere Vorlesungen von Arnold Sommerfeld so sehr, dass er Physik studierte. Er schloss sein Studium mit dem Staatsexamen für das Höhere Lehramt ab.
Nach kurzer Assistentenzeit, u. a. bei Fritz Haber am Kaiser-Wilhelm-Institut in Berlin, ging er 1913 in die Sprengstoffindustrie und später an das Forschungslaboratorium des Glühlampenherstellers Osram. 1922 habilitierte sich Becker an der Universität Berlin unter Max Planck, doch nicht ohne Schwierigkeiten, denn die grundlegende Bedeutung seiner Theorie der Stoßwelle und Detonation fand erst etwa 20 Jahre später gebührende Beachtung. 1926 wurde er als Ordinarius auf den neu eingerichteten Lehrstuhl für Theoretische Physik an der Technischen Hochschule Berlin berufen.
Vermutlich nach einer Intrige eines Kollegen aus der Wehrtechnischen Fakultät in Berlin wechselte Becker 1936 nach Göttingen, wo er die Professur von Max Born übernahm, der als Jude von den Nazis in deren Rassenwahn aus Deutschland vertrieben worden war. Auf Grund der Umstände hatte es großer Überredungskunst bedurft, Becker zu dem Wechsel zu bewegen. Ein Jahr zuvor war Becker zusammen mit Werner Heisenberg und Peter Debye von den Fachvertretern bei dem Listenvorschlag für die Nachfolge von Arnold Sommerfeld an der Universität München berücksichtigt worden. Die damalige Dozentenschaft der Universität hatte sich aber unter dem Einfluss der Nationalsozialisten diesem Votum widersetzt und berief mit Wilhelm Müller einen regimetreuen Vertreter der sogenannten Deutschen Physik und damit den „denkbar schlechtesten Nachfolger“ (so Arnold Sommerfeld).
Nach dem Krieg bemühte sich Becker insbesondere auch darum, den Kontakt zu seinen ins Ausland emigrierten Kollegen und Schülern wiederherzustellen. 1951 wurde er Fellow der American Physical Society. 1954 wurde er Vorsitzender der Deutschen Physikalischen Gesellschaft. Von 1952 bis 1955 war er Präsident der Akademie der Wissenschaften zu Göttingen.
In der Forschung hat Becker wichtige Resultate nicht nur zu Stoßwellen und Detonation, sondern auch zur Plastizität von Metallen sowie zur Theorie des Ferromagnetismus und der Supraleitung erzielt. Insbesondere ist seine Theorie zur Keimbildung, zusammen mit Werner Döring, ein wesentlicher und vielzitierter Beitrag zur statistischen Physik.
Becker hatte Freude daran, physikalische Vorgänge von Grund auf zu verstehen. Wenn er physikalische Phänomene und Mechanismen klar und anschaulich verstanden hatte, dann freute er sich und ging anderen physikalischen Fragestellungen nach.
Außer durch seine vielfältigen wissenschaftlichen Beiträge machte Becker sich einen Namen als hervorragender Lehrer der Theoretischen Physik. Wie in der Forschung strebte er in seinen Vorlesungen, Vorträgen und wissenschaftlichen Unterhaltungen höchstmögliche Klarheit und Anschaulichkeit an und blieb niemals bei einer formalen mathematischen Behandlung stehen.
Seine Lehrbücher zur Theorie der Wärme und zur Theorie der Elektrizität waren über Jahrzehnte im Physikstudium sehr beliebt.

## Seine Schüler
Als Professor in Berlin und Göttingen beeinflusste Becker nachhaltig die Theoretische Physik nicht nur in Deutschland; wichtige Impulse erhielten durch ihn in frühen Stadien ihrer wissenschaftlichen Entwicklung die späteren Nobelpreisträger Eugene Wigner (Nobelpreis 1963), Wolfgang Paul (Nobelpreis 1989), Hans Georg Dehmelt (Nobelpreis 1989) und Herbert Krömer (Nobelpreis 2000). Weitere bekannte Physiker des 20. Jahrhunderts, wie beispielsweise Werner Döring, Walter Boas, Wilhelm Brenig, Burkhard Heim, Friedrich Georg Houtermans, Gustav Richter, Fred Kocks (* 1929), Günther Leibfried, Günther Ludwig, Hans Ehrenberg, Rudolf Schulten und Georg Heinrich Thiessen waren im engeren oder weiteren Sinne Schüler von Richard Becker.

## Ausgewählte Werke
- Theorie der Wärme, Berlin, Springer 1955.
- Theorie der Elektrizität, 2 Bände
  - Band 1: Einführung in die Maxwellsche Theorie
  - Band 2: Elektronentheorie

Dies zweibändige Buch, der Abraham-Becker, war so erfolgreich, dass es später als Becker-Sauter zu einem dreibändigen Werk erweitert und modernisiert wurde:
- Richard Becker, Fritz Sauter: Theorie der Elektrizität, Stuttgart, Teubner 1973, 1970, 1969, ISBN 3-519-23006-2
  - Band 1, Einführung in die Maxwellsche Theorie, Elektronentheorie, Relativitätstheorie, 1973
  - Band 2, Einführung in die Quantentheorie der Atome und der Strahlung, 1970
  - Band 3, Elektrodynamik der Materie, 1969
- Kinetische Behandlung der Keimbildung in übersättigten Dämpfen (zsm. mit W. Döring), in: Annalen der Physik 24, 719 (1935)